# Venusia limata
Venusia limata är en fjärilsart som beskrevs av Inoue 1982. Venusia limata ingår i släktet Venusia och familjen mätare. Inga underarter finns listade i Catalogue of Life.